# Villa Orlando
Villa Orlando, nota anche come Villa Besana, è una storica residenza di Bellagio sul Lago di Como in Italia.

## Storia
La villa venne eretta nel 1891 per volere del cavaliere Eugenio Besana, secondo i progetti dell'architetto Antonio Citterio. I lavori comportarono la demolizione di una precedente dimora, della quale si mantenne solamente la darsena.
Dal 1920 la tenuta appartiene alla famiglia di Luigi Orlando, noto politico e ingegnere navale che proprio in quell'anno acquistò la villa.

## Descrizione
La villa, che sorge sulla riva del lago, è circondata da un parco di quasi otto ettari che ospita piante rare e cascine e grotti del XVIII secolo. L'accesso alla villa dal lago avviene tramite un imbarcadero privato, collegato a una darsena secca che, nel piano interrato della villa, consente il rimessaggio delle barche.